# Габозеро (озеро, Кондопожское городское поселение)
Габозеро — пресноводное озеро на территории Кондопожского городского поселения Кондопожского района Республики Карелии.

## Общие сведения
Площадь озера — 1,7 км². Располагается на высоте 62,6 метров над уровнем моря.
Форма озера лопастная, продолговатая: оно вытянуто с северо-запада на юго-восток. Берега изрезанные, каменисто-песчаные, преимущественно заболоченные.
Габозеро соединено с озером Сандал, из которого берёт начало река Сандалка, приток реки Суны.
В озере более десяти безымянных островов различной площади, рассредоточенных по всей площади водоёма.
Населённые пункты вблизи водоёма отсутствуют. Восточнее располагается урочище Гадматка, к которому подходит автодорога местного значения.
Код объекта в государственном водном реестре — 01040100211102000018330.